# Litauens flåde
Lietuvos karinės jūrų pajėgos (dansk: Litauens flåde) er den maritime gren af Litauens væbnede styrker. Selvom flåden først officielt blev etableret den 1. september 1935, kan man spore dens rødder tilbage til søstridigheder i middelalderen. Litauiske flådeenheder udførte kamphandlinger mod den tyske Kriegsmarine under 2. verdenskrig. Flåden blev genetableret og er stadigt blevet udviklet efter Litauens selvstændighed i 1990.
Den litauiske flådes hovedopgaver er:
- Kontrollere, beskytte og forsvare republikken Litauens territorialfarvand og eksklusive økonomiske zone
- Undervands- og overfladeovervågning samt kontrol af territorialfarvandet.
- Minerydningsoperationer
- Antiterroroperationer til søs
- Beskyttelse og kontrol af handelsvejene til søs.
- SAR-operationer.

## Historie

### Rødder
Selvom etableringen af den litauiske flåde reelt først fandt sted i mellemkrigstiden, har der fundet søslag sted i Østersøen med litauisk deltagelse meget tidligere. Aestierne, der var bosat ved østersøkysten, byggede skibe og benyttede dem til handel og militære formål. I 1200-tallet angreb kurerne og žemaitijanere, i følge historiske kilder, Den Tyske Ordens fæstning i Riga fra søsiden. Ligesom der er optegnelser om en litauisk sejr i et søslag på Nemunasfloden, i storfyrste Vytenis' regeringsperiode (1295–1316). Senere, da Litauen mistede sine territorier ved østersøkysten, udviklede Litauen ikke længere sig som en sømagt.

### Etablering
Efter 1. verdenskrig forsøgte Litauens regering at etablere en flåde. På grund af de vanskelige politiske og økonomiske forhold blev kun dele af planen implementeret. I 1923 fik Litauen igen kontrol over havnen i Klaipeda, og en langsom udvikling af en flåde begyndte. Indkøbet af en minestryger i 1927 var det første store skridt mod etableringen af flåden. Skibet blev navngivet Prezidentas Smetona (dansk: præsident Smetona), der blev brugt som en uddannelsesplatform. Kommandørkaptajn Antanas Kaskelis blev udpeget til at være chef, og adskillige søofficerer blev uddannet om bord. Den 1. september 1935 etablerede general Stasys Rastikis officielt den litauiske flåde som en del af Litauens væbnede styrker.

### 2. verdenskrig
Før starten af 2. verdenskrig, blev Klaipeda-regionen besat af Tyskland den 23. marts 1939. Efter Tysklands indmarch i Klaipeda blev de litauiske flådeenheder tvunget til at søge tilflugt i den lettiske by Liepaja. Under den sovjetiske besættelse af Baltikum blev den litauiske flåde tilknyttet Sovjetunionens Østersøflåde. Prezidentas Smetona blev omdøbt til Korall og deltog i krigen mod den tyske Kriegsmarine. I januar 1945 løb skibet på en mine i den Finske Bugt og sank.

### Selvstændighed
Efter selvstændighedserklæringen den 11. marts 1990, genetablerede Litauen dets suverænitet og det nationale forsvar. Den 4. juli 1992 blev Litauens flåde genetableret. Juozapas Algis Leisis blev udpeget som chef for den litauiske flåde.
I efteråret 1992, købte flåden to små korvetter, Zemaitis (F11) og Aukstaitis (F12). Efter besætningen var udlært, deltog begge skibe i den internationale flådeøvelse BALTOPS i 1993. Dette var begyndelsen til et øget internationalt samarbejde mellem Litauen og andre landes flåder.
I 1993 blev Søovervågningstjenesten etableret og den 1. april 2004 blev Litauen medlem af NATO-alliancen.

## Skibe
- MCM-skibsdivisionen (litauisk: Riešmininių laivų divizionas)
  - 1× Vidar-klassen: N42 Jotvingis
  - 2× Hunt-klassen: M53 Skalvis og M54 Kuršis
- Patruljeskibsdivisionen (litauisk: Patrulinių laivų divizionas)
  - 4× Flyvefisken-klassen: P11 Žemaitis, P12 Dzūkas, P14 Aukštaitis og P15 Sėlis
- Støtteskibsdivisionen (litauisk: Pagalbinių laivų divizionas)
  - SAR-fartøjet Sakiai

- - Havnefartøjet H21

- - Slæbebåden H22